# Nkem Owoh
Nkem Owoh es un actor, cantante y comediante nigeriano. En 2008 ganó un Premio de la Academia del Cine Africano en la categoría de mejor actor principal por su papel en el filme Stronger than Pain.

## Biografía

### Primeros años
Nkem nació en el Estado de Enugu, Nigeria. Luego de finalizar sus estudios básicos, se inscribió en la Universidad Federeal de Agricultura de Abeokuta, donde cursó ingeniería. Durante su estancia en la universidad, Owoh empezó a trabajar como actor en algunas producciones de cine y televisión.

### Carrera
Owoh protagonizó la película de 2003 Osuofia in London, una de sus participaciones más destacadas en el cine nigeriano. También logró notoriedad al interpretar la canción "I Go Chop Your Dollar", la cual fue incluida en la película The Master, donde Owoh interpreta el papel de un estafador. El contenido lírico de la canción también causó polémica en el país, llevand a que Comisión de Crímenes Financieros y la Comisión de Radiodifusión de Nigeria prohibieran su reproducción pública.
En 2007 Owoh fue arrestado en Ámsterdam, Países Bajos como resultado de una operación policial de varios meses. El arresto se produjo mientras Owoh brindaba un recital, y 111 personas también fueron detenidas por sospechas de violación a la ley de inmigración y fraude de lotería. En noviembre de 2009 fue secuestrado en su país natal. Sus captores exigían 15 millones de nairas por su liberación. Owoh fue liberado después de que sus familiares pagaran un rescate de 1,4 millones de nairas.

## Filmografía
| Año  | Película              | Papel         | Notas |
| ---- | --------------------- | ------------- | --- |
| 1987 | Things Fall Apart     |               | con Pete Edochie |
| 1995 | Rattlesnake           | Odinaka       | con Francis Duru |
| 2000 | Ukwa                  |               | con Patience Ozokwor |
| 1999 | Big Man...Big Trouble |               | |
| 1999 | Sawam                 |               | con Francis Agu |
| 1999 | Conspiracy            |               | con Onyeka Onwenu |
| 2001 | Onye-Eze              | Onye-Eze      | |
| 2002 | Fake Doctor           | Dr. Zebedi    | |
| 2002 | Ifeonye Metalu        |               | |
| 2002 | Long John             |               | |
| 2002 | Police Officer        |               | |
| 2002 | Spanner               |               | con Chinedu Ikedieze |
| 2003 | Anunuebe              |               | |
| 2003 | King of the Forest    |               | |
| 2003 | Lion Finger           |               | |
| 2003 | Mr. Trouble           |               | con Patience Ozokwor |
| 2003 | Osuofia in London     | Osuofia       | |
| 2003 | Police Recruit        |               | |
| 2004 | America Visa          |               | |
| 2004 | My Driver             |               | |
| 2004 | My Own Share          |               | |
| 2004 | Osuofia in London 2   | Osuofia       | |
| 2004 | Spanner Goes to Jail  |               | con Chinedu Ikedieze |
| 2004 | The Master            |               | con Kanayo O. Kanayo |
| 2005 | Akanchawa             |               | |
| 2005 | Bus Driver            |               | con Dakore Egbuson |
| 2005 | The Prince            |               | |
| 2006 | A Fool at 40          | Hygenius      | |
| 2006 | Captain               |               | |
| 2006 | Foreign Base          |               | |
| 2006 | Indemnity             | Egbentu       | |
| 2006 | Made in Cambridge     |               | |
| 2006 | My Kingdom Come       |               | |
| 2006 | The Barrister         | Athanasius    | |
| 2006 | The Dreamer           |               | |
| 2007 | Battle of Indemnity   | Egbentu       | |
| 2007 | Covenant Keeping God  | Samuel        | |
| 2007 | De prof               |               | |
| 2007 | Johnbull & Rosekate   | Johnbull      | |
| 2007 | Persecution           |               | |
| 2007 | Stronger Than Pain    | Ulonna        | con Kate Henshaw-Nuttal Por su participación ganó un Premio de la Academia del Cine Africano como mejor actor principal en 2008 |
| 2008 | His Holiness          | Onyabo        | |
| 2008 | His Last Action       |               | |
| 2008 | Wonderful Man         |               | |
| 2012 | Military Zone         |               | |
| 2015 | Ghana Must Go         |               | |
| 2018 | Lionheart             | Jefe Godswill | |
| 2019 | Kpali                 | Sr. Kalayor   | con Gloria Young and Ini Dima-Okojie                                                                                            |
| 2021 | My Village People     |               | con Amaechi Muonagor |

Fuente: